# 天主教埃爾比希亞-蘇里亞的聖卡洛斯教區
天主教埃爾比希亞-蘇里亞的聖卡洛斯教區（拉丁語：Dioecesis Vigilantis-Sancti Caroli Zuliensis）是委內瑞拉一個羅馬天主教教區，屬馬拉開波總教區。
教區成立於1994年7月7日，包括蘇利亞州南部和梅里達州北部。2006年有教友369,263人（佔轄區總人口96.9%）、廿六個堂區、卅三名司鐸。現任教區主教為若瑟·類思·阿蘇阿赫·阿亞拉。